# Зеленський Ігор Владиславович
І́гор Владисла́вович Зеле́нський (1972—2022) — український військовослужбовець, капітан, командир зенітно-ракетного взводу. Нагороджений орденом «Богдана Хмельницького» III ступеня (посмертно).

## Життєпис
Народився 14 травня 1972 року у Львівській області. Командир 1-го зенітного ракетного взводу, 2-ї зенітної батареї зенітного ракетно-артилерійського дивізіону.
Загинув 5 травня 2022 року внаслідок артилерійського обстрілу під час переміщення на запасну позицію мобільної вогневої групи МТЛБ-АО в районі Попасної.